# Palterndorf-Dobermannsdorf
Palterndorf-Dobermannsdorf ist eine Marktgemeinde mit 1325 Einwohnern (Stand 1. Jänner 2024) im Bezirk Gänserndorf in Niederösterreich.

## Geografie
Palterndorf-Dobermannsdorf liegt im Hügelland des östlichen Weinviertels an der historischen „Bernsteinstraße“ im Tal der Zaya. Die Fläche der Marktgemeinde umfasst neunzehn Quadratkilometer. Davon werden 83 Prozent landwirtschaftlich genutzt, vier Prozent sind Gärten, drei Prozent Weingärten und zwei Prozent sind bewaldet.

### Gemeindegliederung
Das Gemeindegebiet umfasst folgende zwei Ortschaften (in Klammern Einwohnerzahl Stand 1. Jänner 2024):
- Dobermannsdorf (738)
- Palterndorf (587)

Die Gemeinde besteht aus den Katastralgemeinden Dobermannsdorf und Palterndorf.

### Nachbargemeinden
|          | Hausbrunn (Mistelbach)                      | Hohenau                   |
| Neusiedl | Kompassrose, die auf Nachbargemeinden zeigt | Ringelsdorf-Niederabsdorf |
|          | Zistersdorf                                 |                           |

## Geschichte
1290 schenkte Leutold von Kuenring das Patronatsrecht über die Kirche von Paltramendorf dem Deutschen Ritterorden. Der Deutsche Orden in Palterndorf (und der Weinbau in Dobermannsdorf) waren prägend für die Orte der Gemeinde, so dass auch das Marktwappen auf diese beiden Aspekte hinweist.
Die Gemeinde entstand mit 1. Jänner 1972 aus der Zusammenlegung von Dobermannsdorf und Palterndorf. 1991 erfolgte die Markterhebung der Gemeinde.
Nach dem Bruch einer Wasserleitung wurde Untergrund unterspült, öffneten sich im Februar 2021 Löcher in Straßen und wurden Wohnhäuser beschädigt.

### Gemeindewappen
Das Wappen der Marktgemeinde Palterndorf-Dobermannsdorf ist von Gold und Rot schräglinks geteilt; oben ein silbern gerändertes schwarzes Tatzenkreuz, unten eine goldene Weintraube mit Blatt. Das Tatzenkreuz und die Weintraube verweisen auf den Deutschen Orden in Palterndorf sowie den Weinbau in Dobermannsdorf, welche prägend für die Gemeinde waren.

### Einwohnerentwicklung
| Palterndorf-Dobermannsdorf: Einwohnerzahlen von 1869 bis 2024 | Palterndorf-Dobermannsdorf: Einwohnerzahlen von 1869 bis 2024 | Palterndorf-Dobermannsdorf: Einwohnerzahlen von 1869 bis 2024 | Palterndorf-Dobermannsdorf: Einwohnerzahlen von 1869 bis 2024 | Palterndorf-Dobermannsdorf: Einwohnerzahlen von 1869 bis 2024 |
| ------------------------------------------------------------- | ------------------------------------------------------------- | ------------------------------------------------------------- | ------------------------------------------------------------- | ------------------------------------------------------------- |
| Jahr                                                          |                                                               |                                                               |                                                               | Einwohner                                                     |
| 1869                                                          | 1869                                                          |                                                               | 1.204                                                         | 1.204                                                         |
| 1880                                                          | 1880                                                          |                                                               | 1.334                                                         | 1.334                                                         |
| 1890                                                          | 1890                                                          |                                                               | 1.464                                                         | 1.464                                                         |
| 1900                                                          | 1900                                                          |                                                               | 1.594                                                         | 1.594                                                         |
| 1910                                                          | 1910                                                          |                                                               | 1.802                                                         | 1.802                                                         |
| 1923                                                          | 1923                                                          |                                                               | 1.703                                                         | 1.703                                                         |
| 1934                                                          | 1934                                                          |                                                               | 1.658                                                         | 1.658                                                         |
| 1939                                                          | 1939                                                          |                                                               | 1.612                                                         | 1.612                                                         |
| 1951                                                          | 1951                                                          |                                                               | 1.898                                                         | 1.898                                                         |
| 1961                                                          | 1961                                                          |                                                               | 1.753                                                         | 1.753                                                         |
| 1971                                                          | 1971                                                          |                                                               | 1.538                                                         | 1.538                                                         |
| 1981                                                          | 1981                                                          |                                                               | 1.404                                                         | 1.404                                                         |
| 1991                                                          | 1991                                                          |                                                               | 1.304                                                         | 1.304                                                         |
| 2001                                                          | 2001                                                          |                                                               | 1.264                                                         | 1.264                                                         |
| 2011                                                          | 2011                                                          |                                                               | 1.243                                                         | 1.243                                                         |
| 2021                                                          | 2021                                                          |                                                               | 1.370                                                         | 1.370                                                         |
| 2024                                                          | 2024                                                          |                                                               | 1.325                                                         | 1.325                                                         |
| Quelle(n): Statistik Austria                                  |                                                               |                                                               |                                                               |                                                               |

## Kultur und Sehenswürdigkeiten

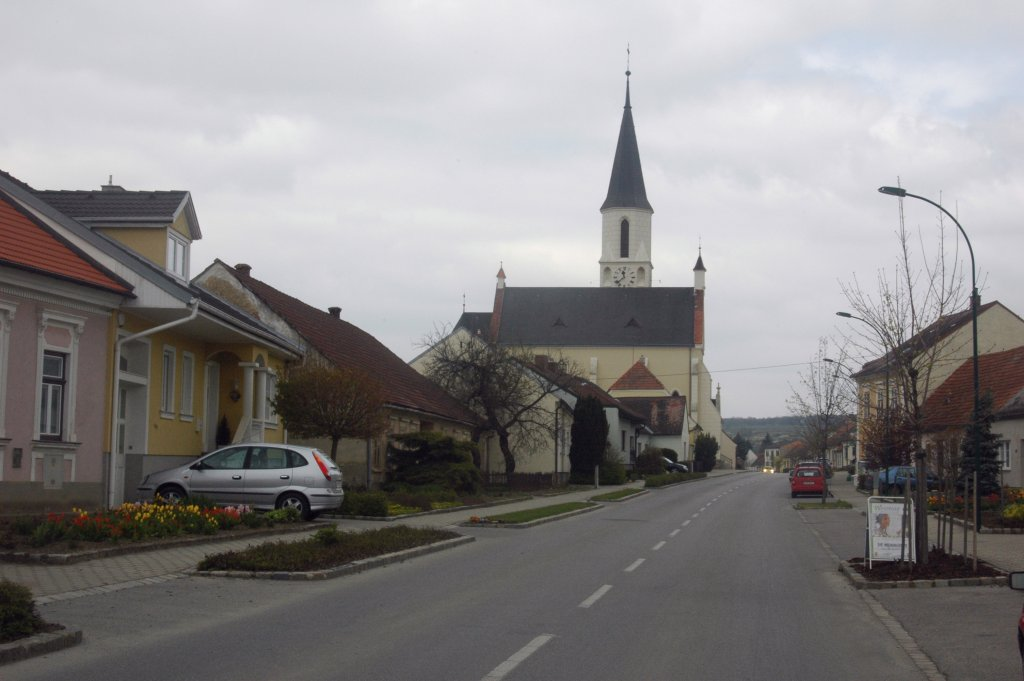
Pfarrkirche Dobermannsdorf

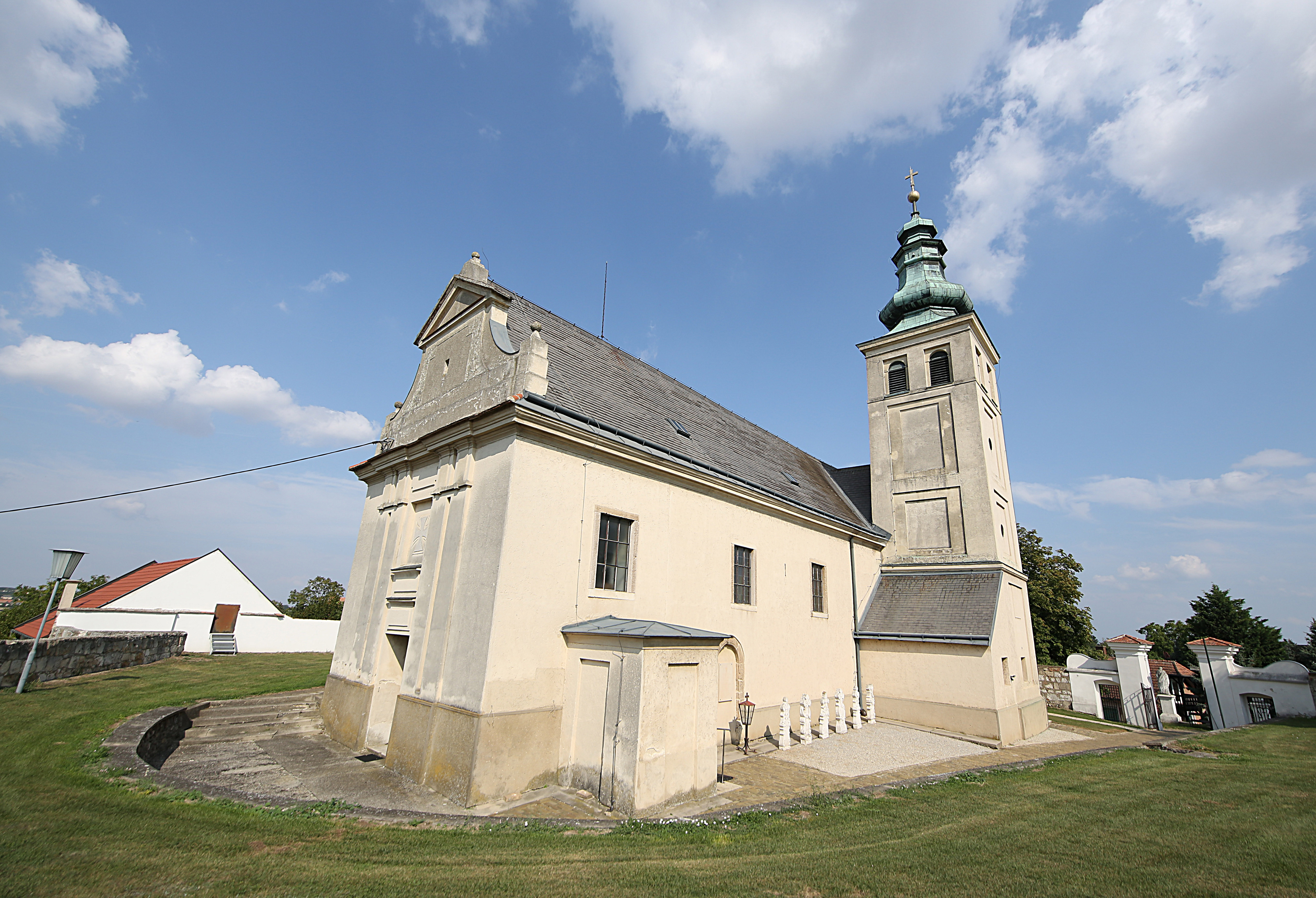
Pfarrkirche Palterndorf

- Katholische Pfarrkirche Dobermannsdorf hl. Andreas
- Katholische Pfarrkirche Palterndorf Mariä Himmelfahrt
- Wehrturm aus dem 14./15. Jahrhundert in Palterndorf
- Spätgotische Pestsäule in Palterndorf
- Kellergasse in Dobermannsdorf

## Wirtschaft und Infrastruktur

### Wirtschaftssektoren
Von den 63 landwirtschaftlichen Betrieben des Jahres 2010 wurden 24 im Haupt-, 36 im Nebenerwerb und drei von Personengemeinschaften geführt. Die Haupterwerbsbauern bewirtschafteten zwei Drittel der Flächen. Im Produktionssektor arbeiteten 21 Erwerbstätige in der Bauwirtschaft und zehn im Bereich Herstellung von Waren. Die größten Arbeitgeber des Dienstleistungssektors waren die Bereiche Handel (41) und soziale und öffentliche Dienste (33 Mitarbeiter).
| Wirtschaftssektor            | Anzahl Betriebe | Anzahl Betriebe | Erwerbstätige | Erwerbstätige |
| Wirtschaftssektor            | 2011            | 2001            | 2011          | 2001          |
| ---------------------------- | --------------- | --------------- | ------------- | ------------- |
| Land- und Forstwirtschaft 1) | 63              | 79              | 32            | 38            |
| Produktion                   | 7               | 6               | 31            | 24            |
| Dienstleistung               | 38              | 29              | 95            | 106           |

1) Betriebe mit Fläche in den Jahren 2010 und 1999

### Arbeitsmarkt, Pendeln
Im Jahr 2011 lebten 548 Erwerbstätige in Palterndorf-Dobermannsdorf. Davon arbeiteten 95 in der Gemeinde, mehr als achtzig Prozent pendelten aus.

### Verkehr
- Bahn: Dobermannsdorf verfügt über einen – wenn man die Zahl der Erwerbstätigen betrachtet – übermäßig großen Bahnhof, der teilweise sogar achtgleisig ist. Dies liegt zum einen daran, dass sich dort zwei Bahnstrecken kreuzten, andererseits aber daran, dass sich im Nachbarort ein größeres Erdöllager befand, von wo aus nach dem Zweiten Weltkrieg etliche Züge als Reparation abzugebendes Erdöl Richtung Sowjetunion abtransportierten. Der Personenverkehr auf den Strecken von und nach Dobermannsdorf wurde 1988 eingestellt.

## Politik

### Gemeinderat
Der Gemeinderat hat 19 Mitglieder.
- Nach den Gemeinderatswahlen in Niederösterreich 1990 hatte der Gemeinderat folgende Verteilung: 12 ÖVP, 5 SPÖ, und 2 FPÖ.
- Nach den Gemeinderatswahlen in Niederösterreich 1995 hatte der Gemeinderat folgende Verteilung: 12 ÖVP, 4 SPÖ, und 3 FPÖ.[9]
- Nach den Gemeinderatswahlen in Niederösterreich 2000 hatte der Gemeinderat folgende Verteilung: 13 ÖVP, 3 SPÖ, und 3 FPÖ.[10]
- Nach den Gemeinderatswahlen in Niederösterreich 2005 hatte der Gemeinderat folgende Verteilung: 13 ÖVP, 4 SPÖ, und 2 FPÖ.[11]
- Nach den Gemeinderatswahlen in Niederösterreich 2010 hatte der Gemeinderat folgende Verteilung: 15 ÖVP, 2 SPÖ, und 2 FPÖ.[12]
- Nach den Gemeinderatswahlen in Niederösterreich 2015 hatte der Gemeinderat folgende Verteilung: 15 ÖVP, 2 SPÖ, und 2 FPÖ.[13]
- Nach den Gemeinderatswahlen in Niederösterreich 2020 hat der Gemeinderat folgende Verteilung: 16 ÖVP, 2 FPÖ und 1 SPÖ.[14]
- Nach den Gemeinderatswahlen in Niederösterreich 2025 hat der Gemeinderat folgende Verteilung: 13 ÖVP, 5 FPÖ und 1 SPÖ.[15]

### Bürgermeister
- bis 2015 Herbert Nowohradsky (ÖVP)
- seit 2015 Eduard Ruck (ÖVP)[16]

## Persönlichkeiten
- Franz Popp (1891–1981), Lehrer, Politiker und Landeshauptmann-Stellvertreter, geboren in Dobermannsdorf